# Lagavulin
Lagavulin (рус. Лагаву́лин) — марка одного из известных шотландских односолодовых виски, производимого на одноимённой винокурне. Название происходит от гэльского lag a’mhuilin и переводится как «впадина у мельницы». Сама винокурня была построена в 1816 году и расположена на южном побережье острова Айлей недалеко от города Порт-Эллен. Lagavulin Single Islay Malt 16 years крепостью 43 % входит в коллекцию Classic Malts of Scotland — шести классических односолодовых шотландских виски из шести регионов Шотландии (по версии Diageo PLC). Существуют также специальные ограниченные выпуски различных возрастных категорий: Lagavulin Single Islay Malt 12 years 1990 Vintage Limited Edition 56,4 %, Lagavulin Single Islay Malt Distiller’s Edition 16 years 1991 Vintage Pedro Ximenez 43 % и 30-летний варианты Лагавулин.

## История
В XII веке на острове Айлей обосновался клан Макдональдов, объявив эти места своими владениями. В 1493 году они заложили крепость Данивейг.
К середине XVIII века на острове начало развиваться нелегальное производство алкоголя. К 1742 году насчитывалось не менее десяти винокурен, большинство из которых вскоре были закрыты из-за ужесточения борьбы с нелегальным производством виски. В 1816 году почти одновременно неподалёку друг от друга возникают сразу два перегонных завода. Один основал Джон Джонстон, а другой — Арчибальд Кэмбелл. Однако уже к 1821 году последний прекращает свою деятельность и хозяином обоих заводов становится Джон Джонстон. В 1837 году два производства объединяются под общим названием Лагавулин.
В середине XIX века винокурни купила компания Джеймса Логана Макки Mackie & Сo, которую позднее возглавил его племянник Питер Макки, с 1883 года начавший работать на заводе Лагавулин. Будучи потомственным производителем виски, он также проявил себя и как талантливый бизнесмен. В 1880-х он организовал продажу Лагавулин и других сортов виски в Лондоне. Позже он создал знаменитый сорт купажированного виски White Horse.
После смерти Питера Мэкки в 1924 году фирма была переименована в White Horse Distillers Ltd. Сейчас эта марка принадлежит United Distillers & Vintners, которая в свою очередь является частью крупнейшей в мире интернациональной компании по производству алкоголя Diageo.